# Julian C. Dixon

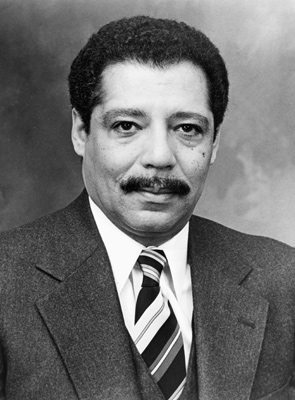
Julian C. Dixon

Julian Carey Dixon (* 8. August 1934 in Washington, D.C.; † 8. Dezember 2000 in Los Angeles, Kalifornien) war ein US-amerikanischer Politiker. Zwischen 1979 und 2000 vertrat er den Bundesstaat Kalifornien im US-Repräsentantenhaus.

## Werdegang
Julian Dixon besuchte die öffentlichen Schulen in Los Angeles. Zwischen 1957 und 1960 diente er in der United States Army. Im Jahr 1962 absolvierte er das Los Angeles State College. Danach studierte er bis 1967 an der Southwestern University. Politisch schloss sich Dixon der Demokratischen Partei an. Von 1972 bis 1978 saß er als Abgeordneter in der California State Assembly. Im gleichen Zeitraum nahm er an allen regionalen Parteitagen der Demokraten in Kalifornien teil. Im Juli 1976 war er auch Delegierter zur Democratic National Convention in New York, auf der Jimmy Carter als Präsidentschaftskandidat nominiert wurde.
Bei den Kongresswahlen des Jahres 1978 wurde Dixon im 28. Wahlbezirk von Kalifornien in das US-Repräsentantenhaus in Washington gewählt, wo er am 3. Januar 1979 die Nachfolge von Yvonne Brathwaite Burke antrat. Nach elf Wiederwahlen konnte er bis zu seinem Tod am 8. Dezember 2000 im Kongress verbleiben. Zwischen 1985 und 1991 war er Vorsitzender des Ethikausschusses. Außerdem führte er von 1983 bis 1985 als Nachfolger von Walter E. Fauntroy den Vorsitz im Congressional Black Caucus.

## Ehrungen
Nach ihm wurden der Julian Dixon Park in Los Angeles und die Julian Dixon Public Library in Culver City benannt.